# Campoplex ramidulus
Campoplex ramidulus là một loài tò vò trong họ Ichneumonidae.